# تمرین خصوصی (فصل ۵)
فصل پنجم تمرین خصوصی در ۲۹ سپتامبر ۲۰۱۱ پخش خود را آغاز کرد. در ۹ فوریه ۲۰۱۱ اعلام شد که آدرا مک‌دونالد، بازیگر نقش نائومی بنت، دیگر به عنوان یکی از بازیگران اصلی در فصل پنجم ایفای نقش نخواهد کرد، هر چند امکان دارد که به عنوان بازیگر میهمان در مجموعه حضور داشته باشد.
به دنبال خروج آدرا مک‌دونالد، در ۲۰ مارس ۲۰۱۱ اعلام شد که بنجامین برات به عنوان بازیگر اصلی به جمع بازیگران فصل پنجم افزوده خواهد شد. جزئیات شخصیت این بازیگر در ۷ اوت منتشر شد. بر اساس اطلاعات اعلام‌شده، اون در نقش جیک ریلی بازی کرد.